# Daniel Sackheim
Daniel Sackheim (Los Angeles, 1962) è un produttore televisivo, regista e sceneggiatore statunitense.
Fra i suoi lavori più noti si possono citare la serie televisiva statunitense Dr. House - Medical Division.

## Premi
È stato candidato varie volte per degli Emmy e per dei PGA Awards:

### Emmy
- Nel 2007 una nomination come produttore esecutivo di Dr. House - Medical Division
- 1994 - Migliore regia di una serie drammatica - NYPD - New York Police Department (NYPD Blue), episodio Tempest in a C-Cup
- Nel 1994 la vincita di un Emmy come produttore esecutivo di NYPD Blue
- Nel 1992 una nomination come produttore esecutivo di Law & Order - I due volti della giustizia

### PGA Awards
- Nel 2008 una nomination come produttore esecutivo della serie dell'anno, Dr. House - Medical Division, divisa con David Shore e Katie Jacobs.

## Filmografia

### Produttore
- Law & Order - I due volti della giustizia (43 episodes, 1990-1992; di 7 episodi è stato anche regista)
- X-Files - Il film (1998)
- Millennium (5 episodi, 1998) (di cui è stato anche regista)
- X-Files (22 episodi, 1998-2000) (di cui è stato anche regista)
- Giudice Amy (24 episodi, 2001-2002) (di cui è stato anche regista)
- Dr. House - Medical Division (24 episodi, 2006-2007; di 7 episodi è stato anche regista)
- Life (22 episodi, 2007-2009) (di cui è stato anche regista)

### Regista
I film e le serie di cui è stato anche produttore sono indicati sotto produttore per evitare ripetizioni.
- E.R. - Medici in prima linea – serie TV, 1 episodio (1994)
- Progetto Eden – serie TV, 1 episodio (1994)
- Il complotto – film TV (1996)
- N.Y.P.D. – serie TV, 3 episodi (1993-1996)
- Prigione di vetro (2001)
- Lie to Me – serie TV, 2 episodi (2009)
- The Finder – serie TV, 1 episodio (2012)
- Jack Ryan – serie TV (2018)
- True Detective – serie TV, episodi 3x03-3x06-3x07-3x08 (2019)
- Servant – serie TV (2019)
- Lovecraft Country – serie TV, episodi 1x02-1x03 (2020)